# 弁天島駅
弁天島駅（べんてんじまえき）は、静岡県浜松市中央区舞阪町弁天島にある、東海旅客鉄道（JR東海）東海道本線の駅である。駅番号はCA37。
浜名湖上の弁天島に設置されている。運行形態の詳細は「東海道線 (静岡地区)」を参照。

## 歴史
弁天島の歴史上、舞阪町と新居町との土地争いのため、御料地として扱われていた。1899年（明治32年）に地元に払い下げられたが、御料地になる前の状態で払い下げられた（1881年以降の問題）ため、再度紛争となる。1890年（明治23年）の地図では、現西浜名橋相当の現3番鉄橋中央西が、新居町（現湖西市）と舞阪町（現浜松市）となっている。1926年（大正15年）に新居町の弁天島の半分は、現在の新弁天との交換が、浜名郡の指示のもと、両町は異議なしをもって、1942年（昭和17年）に新居町の弁天島部分が舞阪町に編入になった。また、新居町駅が出来た時点から実質的には、舞阪中心の客、また、1916年（大正5年）の駅舎建設に伴っては、舞阪町側が負担（現在は3代目）。このころから、実質舞阪町の中心駅であった。
弁天島の歴史については弁天島、舞阪町を参照。

### 年表
- 1906年（明治39年）
  - 7月11日：国鉄東海道線（1909年に東海道本線に改称）の舞坂（現・舞阪）－鷲津間に、弁天島駅（初代）開業。海水浴客のための駅[2][3]。
  - 9月11日：廃止[3]。
- 1907年（明治40年）6月15日：弁天島仮停車場（仮駅）として再開業（夏季のみの営業の臨時駅）[4]。
- 1916年（大正5年）9月1日：駅に昇格、弁天島駅（2代目）開業（通年営業開始）[5]。荷物の取扱を開始。
- 1972年（昭和47年）
  - 4月1日：荷物の取扱を廃止[6]。
  - 5月1日：駅舎改築[7]。
- 1987年（昭和62年）4月1日：国鉄分割民営化により、東海旅客鉄道（JR東海）の駅となる[6]。
- 2008年（平成20年）3月1日：TOICAのサービス開始。

## 駅構造
島式ホーム1面2線を有する高架駅。ホーム幅が広く、ホーム上に駅舎及び改札口、待合所がある。駅の出口は国道301号に面している。
JR東海交通事業の職員が業務を担当する業務委託駅で、鷲津駅が当駅を管理している。早朝・深夜は無人となる。JR全線きっぷうりば設置駅。
2013年まで毎年7月上旬に弁天島海開き花火大会が開催された際には、当駅始発・終着の臨時列車が多数運転された。当駅には折り返し設備がないため、浜松方面発着の列車は当駅西隣の新居町駅まで、豊橋方面発着の列車は当駅東隣の舞阪駅まで回送されて折り返した。現在でもHAMANAKO HaNaBi BENTENJIMA GATEWAY Festivalなど弁天島海浜公園でのイベントの際に臨時列車が運行されることがある。

### のりば
| 番線 | 路線          | 方向 | 行先             |
| ---- | ------------- | ---- | ---------------- |
| 1    | CA 東海道本線 | 下り | 豊橋・名古屋方面 |
| 2    | CA 東海道本線 | 上り | 浜松・静岡方面   |

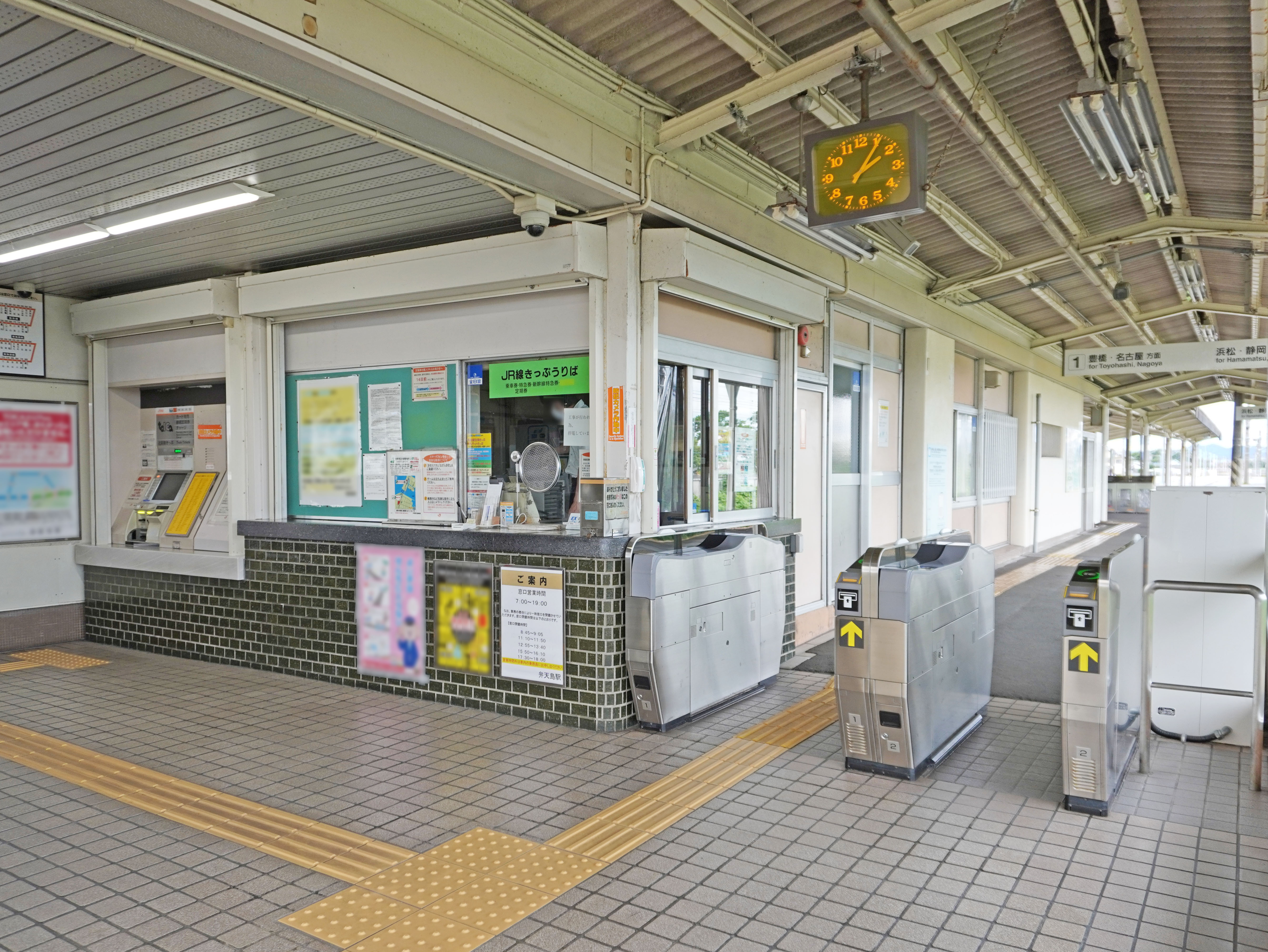
改札口（2022年10月）
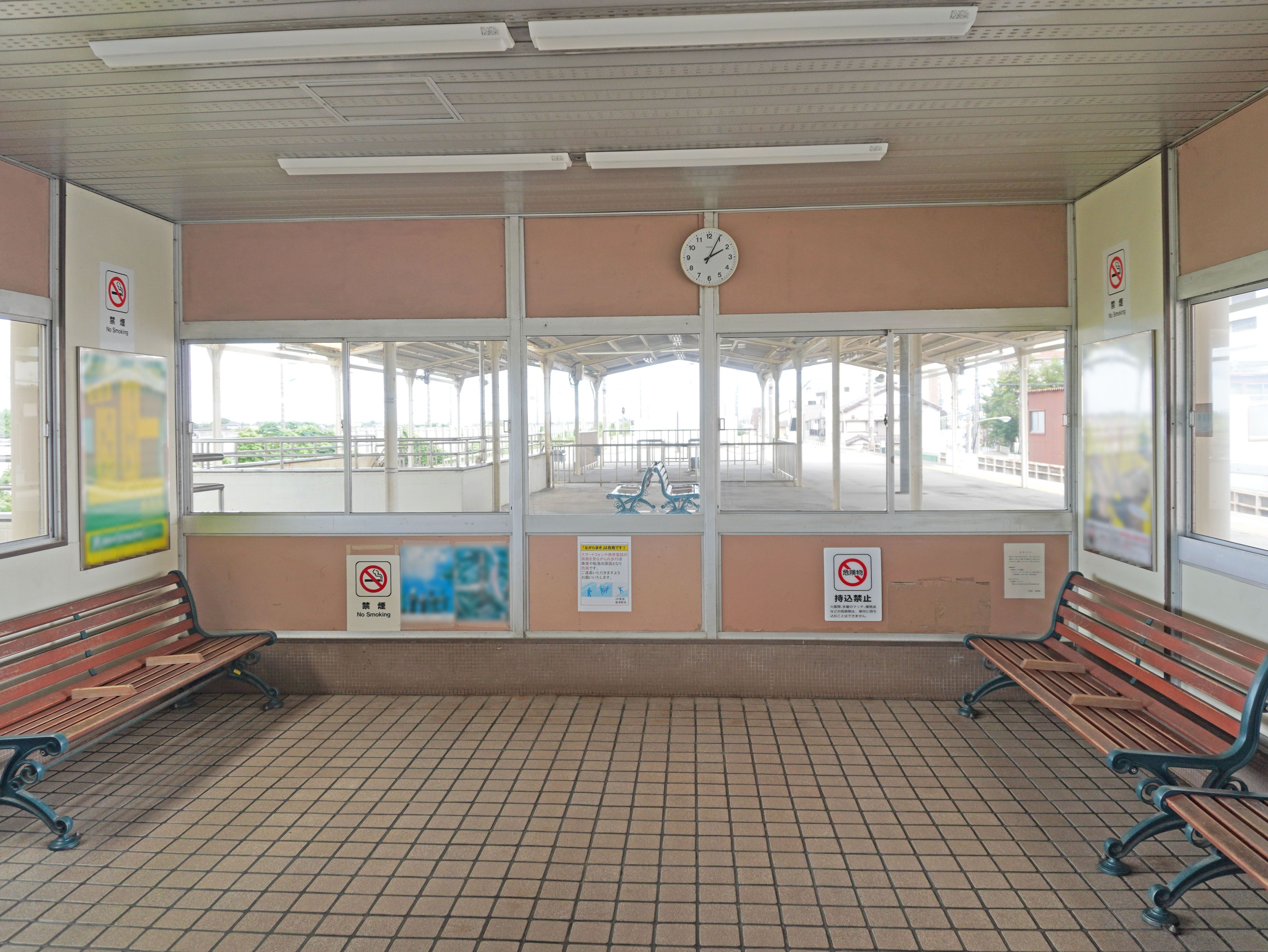
待合室（2022年10月）
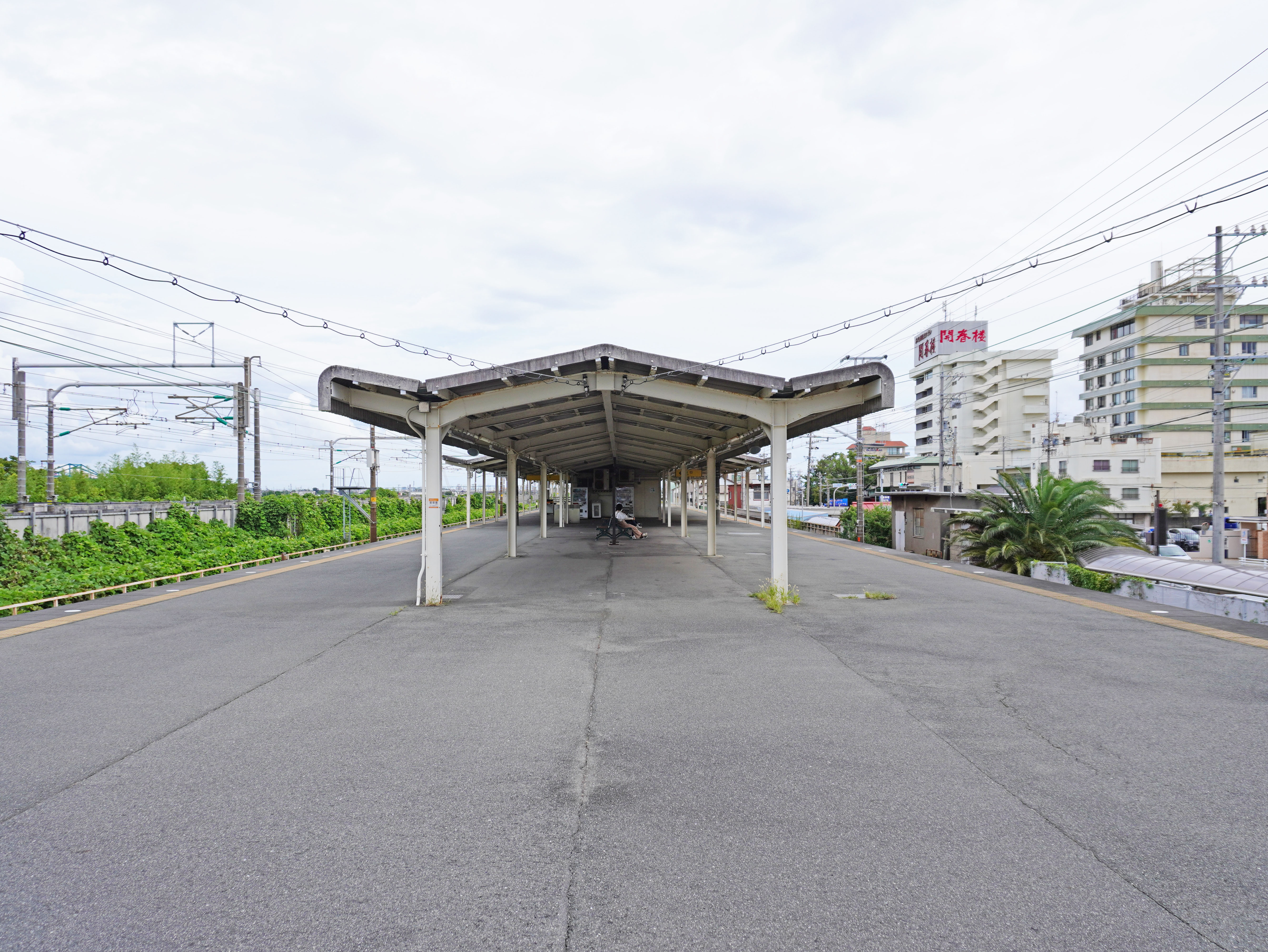
ホーム（2022年10月）

## 利用状況
「静岡県統計年鑑」によると、2021年度（令和3年度）の1日平均乗車人員は564人である。
1993年度（平成5年度）以降の推移は以下のとおりである。
| 乗車人員推移       | 乗車人員推移     | 乗車人員推移 |
| 年度               | 1日平均 乗車人員 | 出典         |
| ------------------ | ---------------- | ------------ |
| 1993年（平成05年） | 1,444            | [ 9 ]        |
| 1994年（平成06年） | 1,604            | [ 9 ]        |
| 1995年（平成07年） | 1,455            | [ 9 ]        |
| 1996年（平成08年） | 1,394            | [ 9 ]        |
| 1997年（平成09年） | 1,310            | [ 9 ]        |
| 1998年（平成10年） | 1,402            | [ 9 ]        |
| 1999年（平成11年） | 1,122            | [ 9 ]        |
| 2000年（平成12年） | 1,121            | [ 9 ]        |
| 2001年（平成13年） | 1,056            | [ 9 ]        |
| 2002年（平成14年） | 1,051            | [ 9 ]        |
| 2003年（平成15年） | 1,278            | [ 9 ]        |
| 2004年（平成16年） | 1,432            | [ 9 ]        |
| 2005年（平成17年） | 1,174            | [ 9 ]        |
| 2006年（平成18年） | 1,165            | [ 9 ]        |
| 2007年（平成19年） | 1,144            | [ 9 ]        |
| 2008年（平成20年） | 1,102            | [ 9 ]        |
| 2009年（平成21年） | 1,024            | [ 9 ]        |
| 2010年（平成22年） | 988              | [ 9 ]        |
| 2011年（平成23年） | 982              | [ 9 ]        |
| 2012年（平成24年） | 1,025            | [ 9 ]        |
| 2013年（平成25年） | 1,038            | [ 9 ]        |
| 2014年（平成26年） | 858              | [ 9 ]        |
| 2015年（平成27年） | 872              | [ 9 ]        |
| 2016年（平成28年） | 960              | [ 9 ]        |
| 2017年（平成29年） | 792              | [ 9 ]        |
| 2018年（平成30年） | 768              | [ 9 ]        |
| 2019年（令和元年） | 750              | [ 9 ]        |
| 2020年（令和02年） | 522              | [ 9 ]        |
| 2021年（令和03年） | 564              | [ 9 ]        |

## 駅周辺
名所・史跡・施設

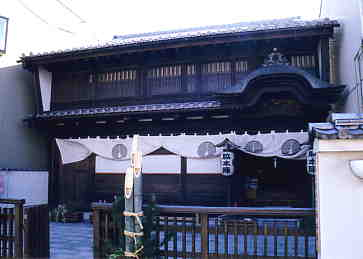
東海道旧舞阪宿脇本陣

民間施設、医療機関、金融、一部宿泊施設、学校、交番は除く。
- 東海道舞阪宿
- 東海道舞阪宿脇本陣
- 郷土資料館
- 史跡 北雁木
- 一里塚
- 岐佐神社
- 稲荷山神社
- 弁天神社
- 水神宮
- 渚園運動場
- 浜名湖ガーデンパーク（浜名湖花博会場跡地）
- 東海道松並木
- 浜名湖
- 弁天島海水浴場
- 弁天島マリーナ
- 弁天島温泉
- 舞阪漁港
- 弁天島海浜公園
- 舞阪灯台
- 浜松市舞阪協働センター

道路・鉄道
路線バス2路線及びシャトルバス、タクシーはいずれも、駅出口にてキヨスクの反対方向へ、歩道沿いに歩くと一般車を含めた駐車帯（発着場）がある。
- 国道301号
- 静岡県道323号舘山寺弁天島線（二番鉄橋下 - 中ノ島大橋）
- 東海道新幹線（駅のすぐ側を通過する）

## その他公共交通機関
- 舘山寺温泉シャトルバス
- 小型船舶（定期運航）

このほか、近隣に弁天島海浜公園駐車場・渚園駐車場・乙女園公園駐車場がある。

## 隣の駅
東海旅客鉄道（JR東海）
CA 東海道本線
■特別快速・■新快速・■快速・■区間快速・■普通（快速は上りのみ、新快速は下りのみ運転）
舞阪駅 (CA36) - 弁天島駅 (CA37) - 新居町駅 (CA38)